# The Bridge: Na granicy
The Bridge: Na granicy (ang. The Bridge) – amerykański serial kryminalny stworzony przez Meredith Stiehm i Elwooda Reida i wyprodukowany przez Shine America. Jest to adaptacja szwedzko-duńskiego serialu Most nad Sundem.
Światowa premiera serialu miała miejsce 10 lipca 2013 roku na antenie FX. W Polsce premiera serialu odbyła się 6 dni po premierze amerykańskiej, 16 lipca 2013 roku na kanale Fox Stacja FX ogłosiła zamówienie 2 sezonu The Bridge: Na granicy, który był emitowany latem 2014 roku, składał się z 13 odcinków.

22 października 2014 roku, stacja FX ogłosiła zakończenie serialu po 2 sezonie

## Opis fabuły
Serial opowiada o losach dwóch detektywów – Marco Ruiza (Demián Bichir) i Sonyi Cross (Diane Kruger), którzy muszą współpracować ze sobą, aby złapać działającego po obu stronach meksykańsko-amerykańskiej granicy seryjnego mordercę.

## Obsada
- Diane Kruger jako detektyw Sonya Cross[5]
- Demián Bichir jako detektyw Marco Ruiz[6]
- Annabeth Gish jako Charlotte Millwright[6]
- Ted Levine jako porucznik Hank Wade[6]
- Thomas M. Wright jako Steven Linder
- Emily Rios jako Adrianna Perez[7],[8]
- Matthew Lillard jako Daniel Frye[9][8]

## Role drugoplanowe
- Johnny Dowers jako Tim Cooper, detektyw
- Eric Lange jako Kenneth Hasting/David Tate
- Carlos Pratts jako Gus Ruiz, syn Marco
- Catalina Sandino Moreno jako Alma Ruiz,żona Marco
- Ramón Franco jako Fausto Galvan
- Alejandro Patino jako Cesar
- Diana-Maria Riva jako Kitty Conchas
- Alma Martínez jako Graciela Rivera
- Stephanie Sigman jako Eva Guerra
- Brian Van Holt jako Ray
- Daniel Edward Mora jako Obregon
- Juan Carlos Cantu jako Robles, kapitan
- Larry Clarke jako Manny Stokes
- Arturo del Puerto jako Hector Valdez
- Don Swayze jako Tim
- Lyle Lovett jako Monte P. Flagman
- Chris Browning jako Jackson Childress
- Franka Potente jako Elenora Schrock[10]
- Brian Baumgartner jako Gary[11]
- Bruno Bichir[12]

## Odcinki
| Sezon | Sezon | Odcinki | Oryginalna emisja | Oryginalna emisja   | Oryginalna emisja | Oryginalna emisja   | Oryginalna emisja |
| Sezon | Sezon | Odcinki | Premiera sezonu   | Finał sezonu        | Premiera sezonu   | Finał sezonu        |                   |
| ----- | ----- | ------- | ----------------- | ------------------- | ----------------- | ------------------- | ----------------- |
|       | 1     | 13      | 10 lipca 2013     | 2 października 2013 | 16 lipca 2013     | 8 października 2013 |                   |
|       | 2     | 13      | 9 lipca 2014      | 1 października 2014 | 10 lipca 2014     | 2 października 2014 |                   |